# Kathryn Erskine
Kathryn Erskine (Paesi Bassi, ...) è una scrittrice olandese con cittadinanza statunitense specializzata in letteratura per ragazzi.

## Biografia
Nata nei Paesi Bassi, vive e lavora con il marito e i due figli a Charlottesville, in Virginia.
Dopo aver vissuto in varie parti del mondo (Israele, Scozia, Sudafrica e Canada), ha lavorato per 15 anni come avvocato prima di esordire nella narrativa young-adult nel 2007 con il romanzo Quaking.
Autrice di altre sei opere per ragazzi, nel 2010 il suo romanzo I colori del buio che affronta il tema della sindrome di Asperger, è stato insignito del National Book Award per la letteratura per ragazzi.

## Opere principali

### Romanzi
- Quaking (2007)
- I colori del buio (Mockingbird, 2010), Milano, Mondadori, 2011 traduzione di Giuseppe Iacobaci ISBN 978-88-04-61047-2.
- The Absolute Value of Mike (2011)
- Seeing Red (2013)
- The Badger Knight (2014)
- The Incredible Magic of Being (2017)
- Mama Africa!: How Miriam Makeba Spread Hope with Her Song (2017)

## Premi e riconoscimenti
- National Book Award per la letteratura per ragazzi: 2010 vincitrice con I colori del buio
- Dolly Gray Children's Literature Award: 2012 vincitrice con I colori del buio